# Krystyna Machnicka-Urbańska
Krystyna Machnicka-Urbańska (ur. 13 marca 1947 w Katowicach) – polska florecistka, trenerka, olimpijka, brązowa medalistka mistrzostw świata.
Zawodniczka specjalizująca się we florecie. Przez całą karierę sportową reprezentowała klub Baildon Katowice.
Wielokrotna medalistka mistrzostw Polski: złota indywidualnie w roku 1978, srebrna indywidualnie w latach 1966, 1967, 1969, 1975 i drużynowo w roku 1989 oraz brązowa indywidualnie w roku 1970 i drużynowo w latach 1971–1972, 1990.
Brązowa medalistka mistrzostw świata w Wiedniu (1971) w turnieju drużynowym florecistek (partnerkami były:Halina Balon, Elżbieta Cymerman, Jolanta Rzymowska, Barbara Szeja.
Uczestniczka turniejów drużynowych mistrzostw świata: 
- MŚ 1967 - Polska drużyna zajęła 5. miejsce,
- MŚ 1969 - Polska drużyna zajęła 4. miejsce,
- MŚ 1970 - Polska drużyna zajęła 5. miejsce,
- MŚ 1973 - Polska drużyna zajęła 5. miejsce,

Na igrzyskach olimpijskich w Monachium (1972) wystartowała w drużynie florecistek (partnerkami były: Halina Balon, Jolanta Bebel, Elżbieta Franke, Kamilla Składanowska), która odpadła w eliminacjach. Na rozgrywanych cztery lata później igrzyskach w Montrealu wystartowała w turnieju indywidualnym zajmując miejsca 35.-36. W turnieju drużynowym florecistek, Polska drużyna zajęła 6. miejsce (partnerkami były: Jolanta Bebel, Kamilla Składanowska, Grażyna Staszak, Barbara Wysoczańska).
Po zakończeniu kariery sportowej trenerka w klubie Baildon Katowice.